# Edmílson
José Edmílson Gomes de Moraes, noto semplicemente come Edmílson (Taquaritinga, 10 luglio 1976), è un ex calciatore brasiliano, di ruolo difensore, campione del mondo con la nazionale brasiliana nel 2002.

## Biografia
Per via delle sue origini ha il passaporto italiano, che gli permetteva di giocare in Europa come comunitario.

## Carriera

### Club
Ha fatto l'esordio da professionista nel 1994, con il San Paolo. Qui è rimasto fino al 2000, vincendo una Copa CONMEBOL, una Recopa Sudamericana e due campionati paulisti. All'inizio della stagione 2000-2001 passa così all'Olympique Lyonnais, squadra francese con cui conquista tre campionati nazionali consecutivi, una Coppa di Lega e due supercoppe nazionali in quattro anni.
Il 28 luglio 2004 il Barcellona lo preleva dal Lione per circa 10 milioni di euro. Con il club catalano vincerà altri due campionati e la Champions League 2005-2006. Durante il periodo al Barcellona ha subito due gravi infortuni, uno il 3 ottobre 2004 (danni al legamento del ginocchio destro, sei mesi di stop) e uno il 1º giugno 2006 (lesione al menisco del ginocchio destro).
Nel maggio del 2008 si trasferisce al Villarreal, firmando un contratto biennale. Il 22 gennaio 2009, dopo soli sette mesi, lascia la Spagna per tornare a giocare in patria, nel Palmeiras. Il 20 gennaio 2010, con una nota sul sito ufficiale, il Palmeiras rende nota la rescissione del contratto del giocatore. Il 31 gennaio seguente Edmílson viene tesserato dal Real Zaragoza. Il 12 settembre 2010 segna la sua prima rete con il Zaragoza, nella partita poi persa per 3–5 contro il Málaga. Il 30 giugno 2011 torna in Brasile, al Cearà.

### Nazionale
Ha debuttato con la maglia della Nazionale brasiliana il 18 luglio 2000, in un match con il Paraguay, e in seguito ha collezionato altre 39 presenze, compresa una rete. Con la Seleção ha vinto il campionato del mondo 2002, giocando da titolare sei partite su sette e saltando solo l'incontro con la Cina durante la fase a gironi. Nel 2006 è stato nuovamente scelto per giocare il campionato del mondo in Germania, ma non ha potuto rispondere alla chiamata a causa dell'infortunio al menisco e il suo posto è stato così preso da Mineiro.

## Statistiche

### Presenze e reti nei club
| Stagione               | Squadra                | Campionato             | Campionato | Campionato | Coppe nazionali | Coppe nazionali | Coppe nazionali | Coppe continentali | Coppe continentali | Coppe continentali | Altre coppe | Altre coppe | Altre coppe | Totale | Totale |
| Stagione               | Squadra                | Comp                   | Pres       | Reti       | Comp            | Pres            | Reti            | Comp               | Pres               | Reti               | Comp        | Pres        | Reti        | Pres   | Reti   |
| ---------------------- | ---------------------- | ---------------------- | ---------- | ---------- | --------------- | --------------- | --------------- | ------------------ | ------------------ | ------------------ | ----------- | ----------- | ----------- | ------ | ------ |
| 1995                   | San Paolo              | A1/SP+A                | 0+7        | 0          | CB              | 0               | 0               | -                  | -                  | -                  | SS+CO       | 0           | 0           | 7      | 0      |
| 1996                   | San Paolo              | A1/SP+A                | 30+15      | 2+0        | CB              | 3               | 0               | SS                 | 1                  | 0                  | CMC+CO      | 2+2         | 1+0         | 53     | 3      |
| 1997                   | San Paolo              | A1/SP+A                | 22+22      | 1+1        | CB              | 1               | 0               | SS                 | 10                 | 0                  | TRS         | 0           | 0           | 55     | 5      |
| 1998                   | San Paolo              | A1/SP+A                | 8+11       | 1+0        | CB              | 5               | 0               | CM                 | 4                  | 2                  | TRS         | 7           | 0           | 35     | 3      |
| 1999                   | San Paolo              | A1/SP+A                | 24+14+1    | 2+2+0      | CB              | 4               | 0               | CM                 | 3                  | 0                  | TRS         | 8           | 3           | 54     | 7      |
| gen.-ago. 2000         | San Paolo              | A1/SP+A                | 20+6       | 2+0        | CB              | 12              | 0               | CM                 | 2                  | 0                  | TRS+CC      | 8+2         | 1+0         | 49     | 3      |
| Totale San Paolo       | Totale San Paolo       | Totale San Paolo       | 104+75+1   | 8+3+0      |                 | 25              | 0               |                    | 20                 | 2                  |             | 29          | 5           | 254    | 18     |
| ago. 2000-2001         | Olympique Lione        | D1                     | 24         | 1          | CF+CdL          | 3+3             | 0+1             | UCL                | 11                 | 1                  | -           | -           | -           | 41     | 3      |
| 2001-2002              | Olympique Lione        | D1                     | 18         | 0          | CF+CdL          | 1+2             | 0               | UCL+CU             | 5+3                | 0                  | -           | -           | -           | 29     | 0      |
| 2002-2003              | Olympique Lione        | L1                     | 26         | 0          | CF+CdL          | 1+2             | 0               | UCL+CU             | 5+2                | 0                  | -           | -           | -           | 36     | 0      |
| 2003-2004              | Olympique Lione        | L1                     | 36         | 2          | CF+CR           | 3+1             | 0               | UCL                | 10                 | 0                  | SF          | 1           | 0           | 51     | 2      |
| Totale Olympique Lione | Totale Olympique Lione | Totale Olympique Lione | 104        | 3          |                 | 16              | 1               |                    | 36                 | 1                  |             | 1           | 0           | 157    | 5      |
| 2004-2005              | Barcellona             | PD                     | 6          | 0          | CR              | 0               | 0               | UCL                | 1                  | 0                  | -           | -           | -           | 7      | 0      |
| 2005-2006              | Barcellona             | PD                     | 28         | 0          | CR              | 2               | 0               | UCL                | 9                  | 0                  | SS          | 2           | 0           | 41     | 0      |
| 2006-2007              | Barcellona             | PD                     | 26         | 0          | CR              | 5               | 0               | UCL                | 2                  | 0                  | SS+SU+Cmc   | 0           | 0           | 33     | 0      |
| 2007-2008              | Barcellona             | PD                     | 11         | 0          | CR              | 3               | 0               | UCL                | 1                  | 0                  | -           | -           | -           | 15     | 0      |
| Totale Barcellona      | Totale Barcellona      | Totale Barcellona      | 71         | 0          |                 | 10              | 0               |                    | 13                 | 0                  |             | 2           | 0           | 96     | 0      |
| 2008-gen. 2009         | Villarreal             | PD                     | 6          | 0          | CR              | 2               | 0               | UCL                | 4                  | 0                  | -           | -           | -           | 12     | 0      |
| 2009                   | Palmeiras              | A1/SP+A                | 7+22       | 2+0        | -               | -               | -               | CL                 | 6                  | 2                  | -           | -           | -           | 35     | 4      |
| gen.-giu. 2010         | Real Saragozza         | PD                     | 17         | 0          | CR              | -               | -               | -                  | -                  | -                  | -           | -           | -           | 17     | 0      |
| 2010-2011              | Real Saragozza         | PD                     | 12         | 1          | CR              | 2               | 0               | -                  | -                  | -                  | -           | -           | -           | 14     | 1      |
| Totale Barcellona      | Totale Barcellona      | Totale Barcellona      | 29         | 1          |                 | 2               | 0               |                    | -                  | -                  |             | -           | -           | 31     | 1      |
| lug.-dic. 2011         | Ceará                  | A                      | 11         | 2          | -               | -               | -               | CS                 | 1                  | 0                  | -           | -           | -           | 12     | 2      |
| Totale carriera        | Totale carriera        | Totale carriera        | 430        | 19         |                 | 55              | 1               |                    | 80                 | 5                  |             | 32          | 5           | 597    | 30     |

### Cronologia presenze e reti in nazionale
| Cronologia completa delle presenze e delle reti in nazionale ― Brasile | Cronologia completa delle presenze e delle reti in nazionale ― Brasile | Cronologia completa delle presenze e delle reti in nazionale ― Brasile | Cronologia completa delle presenze e delle reti in nazionale ― Brasile | Cronologia completa delle presenze e delle reti in nazionale ― Brasile | Cronologia completa delle presenze e delle reti in nazionale ― Brasile | Cronologia completa delle presenze e delle reti in nazionale ― Brasile | Cronologia completa delle presenze e delle reti in nazionale ― Brasile |
| Data                                                                   | Città                                                                  | In casa                                                                | Risultato                                                              | Ospiti                                                                 | Competizione                                                           | Reti                                                                   | Note                                                                   |
| ---------------------------------------------------------------------- | ---------------------------------------------------------------------- | ---------------------------------------------------------------------- | ---------------------------------------------------------------------- | ---------------------------------------------------------------------- | ---------------------------------------------------------------------- | ---------------------------------------------------------------------- | ---------------------------------------------------------------------- |
| 18-7-2000                                                              | Asunción                                                               | Paraguay                                                               | 2 – 1                                                                  | Brasile                                                                | Qual. Mondiali 2002                                                    | -                                                                      | 28’                                                                    |
| 15-8-2000                                                              | Santiago del Cile                                                      | Cile                                                                   | 3 – 0                                                                  | Brasile                                                                | Qual. Mondiali 2002                                                    | -                                                                      | 30’                                                                    |
| 7-3-2001                                                               | Guadalajara                                                            | Messico                                                                | 3 – 3                                                                  | Brasile                                                                | Amichevole                                                             | -                                                                      |                                                                        |
| 25-4-2001                                                              | San Paolo                                                              | Brasile                                                                | 1 – 1                                                                  | Perù                                                                   | Qual. Mondiali 2002                                                    | -                                                                      |                                                                        |
| 31-5-2001                                                              | Kashima                                                                | Brasile                                                                | 2 – 0                                                                  | Camerun                                                                | Conf. Cup 2001 - 1º turno                                              | -                                                                      |                                                                        |
| 2-6-2001                                                               | Kashima                                                                | Brasile                                                                | 0 – 0                                                                  | Canada                                                                 | Conf. Cup 2001 - 1º turno                                              | -                                                                      |                                                                        |
| 4-6-2001                                                               | Kashima                                                                | Giappone                                                               | 0 – 0                                                                  | Brasile                                                                | Conf. Cup 2001 - 1º turno                                              | -                                                                      |                                                                        |
| 7-6-2001                                                               | Suwon                                                                  | Brasile                                                                | 1 – 2                                                                  | Francia                                                                | Conf. Cup 2001 - Semifinale                                            | -                                                                      |                                                                        |
| 9-6-2001                                                               | Ulsan                                                                  | Australia                                                              | 1 – 0                                                                  | Brasile                                                                | Conf. Cup 2001 - Finale 3º posto                                       | -                                                                      |                                                                        |
| 7-10-2001                                                              | Curitiba                                                               | Brasile                                                                | 2 – 0                                                                  | Cile                                                                   | Qual. Mondiali 2002                                                    | -                                                                      |                                                                        |
| 7-11-2001                                                              | La Paz                                                                 | Bolivia                                                                | 3 – 1                                                                  | Brasile                                                                | Qual. Mondiali 2002                                                    | -                                                                      | 89’                                                                    |
| 14-11-2001                                                             | São Luís                                                               | Brasile                                                                | 3 – 0                                                                  | Venezuela                                                              | Qual. Mondiali 2002                                                    | -                                                                      |                                                                        |
| 25-5-2002                                                              | Kuala Lumpur                                                           | Malaysia                                                               | 0 – 4                                                                  | Brasile                                                                | Amichevole                                                             | -                                                                      | 46’                                                                    |
| 3-6-2002                                                               | Ulsan                                                                  | Brasile                                                                | 2 – 1                                                                  | Turchia                                                                | Mondiali 2002 - 1º turno                                               | -                                                                      |                                                                        |
| 13-6-2002                                                              | Suwon                                                                  | Costa Rica                                                             | 2 – 5                                                                  | Brasile                                                                | Mondiali 2002 - 1º turno                                               | 1                                                                      |                                                                        |
| 17-6-2002                                                              | Kōbe                                                                   | Brasile                                                                | 2 – 0                                                                  | Belgio                                                                 | Mondiali 2002 - Ottavi di finale                                       | -                                                                      |                                                                        |
| 21-6-2002                                                              | Shizuoka                                                               | Inghilterra                                                            | 1 – 2                                                                  | Brasile                                                                | Mondiali 2002 - Quarti di finale                                       | -                                                                      |                                                                        |
| 26-6-2002                                                              | Saitama                                                                | Brasile                                                                | 1 – 0                                                                  | Turchia                                                                | Mondiali 2002 - Semifinale                                             | -                                                                      |                                                                        |
| 30-6-2002                                                              | Yokohama                                                               | Germania                                                               | 0 – 2                                                                  | Brasile                                                                | Mondiali 2002 - Finale                                                 | -                                                                      |                                                                        |
| 21-8-2002                                                              | Fortaleza                                                              | Brasile                                                                | 0 – 1                                                                  | Paraguay                                                               | Amichevole                                                             | -                                                                      |                                                                        |
| 20-11-2002                                                             | Seul                                                                   | Corea del Sud                                                          | 2 – 3                                                                  | Brasile                                                                | Amichevole                                                             | -                                                                      |                                                                        |
| 29-3-2003                                                              | Porto                                                                  | Portogallo                                                             | 2 – 1                                                                  | Brasile                                                                | Amichevole                                                             | -                                                                      |                                                                        |
| 30-4-2003                                                              | Guadalajara                                                            | Messico                                                                | 0 – 0                                                                  | Brasile                                                                | Amichevole                                                             | -                                                                      |                                                                        |
| 12-10-2003                                                             | Leicester                                                              | Giamaica                                                               | 0 – 1                                                                  | Brasile                                                                | Amichevole                                                             | -                                                                      | 68’                                                                    |
| 18-2-2004                                                              | Dublino                                                                | Irlanda                                                                | 0 – 0                                                                  | Brasile                                                                | Amichevole                                                             | -                                                                      | 14’                                                                    |
| 28-4-2004                                                              | Budapest                                                               | Ungheria                                                               | 1 – 4                                                                  | Brasile                                                                | Amichevole                                                             | -                                                                      |                                                                        |
| 20-5-2004                                                              | Saint-Denis                                                            | Francia                                                                | 0 – 0                                                                  | Brasile                                                                | Amichevole                                                             | -                                                                      |                                                                        |
| 2-6-2004                                                               | Belo Horizonte                                                         | Brasile                                                                | 3 – 1                                                                  | Argentina                                                              | Qual. Mondiali 2006                                                    | -                                                                      |                                                                        |
| 6-6-2004                                                               | Santiago del Cile                                                      | Cile                                                                   | 1 – 1                                                                  | Brasile                                                                | Qual. Mondiali 2006                                                    | -                                                                      | 80’                                                                    |
| 4-9-2004                                                               | San Paolo                                                              | Brasile                                                                | 3 – 1                                                                  | Bolivia                                                                | Qual. Mondiali 2006                                                    | -                                                                      | 48’ (aut.)                                                             |
| 8-9-2004                                                               | Berlino                                                                | Germania                                                               | 1 – 1                                                                  | Brasile                                                                | Amichevole                                                             | -                                                                      | 52’                                                                    |
| 12-11-2005                                                             | Abu Dhabi                                                              | Emirati Arabi Uniti                                                    | 0 – 8                                                                  | Brasile                                                                | Amichevole                                                             | -                                                                      | 46’                                                                    |
| 1-3-2006                                                               | Mosca                                                                  | Russia                                                                 | 0 – 1                                                                  | Brasile                                                                | Amichevole                                                             | -                                                                      | 46’                                                                    |
| 16-8-2006                                                              | Oslo                                                                   | Norvegia                                                               | 1 – 1                                                                  | Brasile                                                                | Amichevole                                                             | -                                                                      | 45’ 72’                                                                |
| 3-9-2006                                                               | Londra                                                                 | Brasile                                                                | 3 – 0                                                                  | Argentina                                                              | Amichevole                                                             | -                                                                      | 68’                                                                    |
| 5-9-2006                                                               | Londra                                                                 | Brasile                                                                | 2 – 0                                                                  | Galles                                                                 | Amichevole                                                             | -                                                                      | 46’                                                                    |
| 6-2-2007                                                               | Londra                                                                 | Brasile                                                                | 0 – 2                                                                  | Portogallo                                                             | Amichevole                                                             | -                                                                      | 32’ 62’                                                                |
| 1-6-2007                                                               | Londra                                                                 | Inghilterra                                                            | 1 – 1                                                                  | Brasile                                                                | Amichevole                                                             | -                                                                      | 63’                                                                    |
| 5-6-2007                                                               | Dortmund                                                               | Turchia                                                                | 0 – 0                                                                  | Brasile                                                                | Amichevole                                                             | -                                                                      | 82’                                                                    |
| Totale                                                                 |                                                                        | Presenze                                                               | 39                                                                     |                                                                        | Reti                                                                   | 1                                                                      |                                                                        |

## Palmarès

### Club

#### Competizioni statali
- Campionato paulista: 2

San Paolo: 1998, 2000

#### Competizioni nazionali
- Coppa di Lega francese: 1

Olympique Lione: 2000-2001
- Campionato francese: 3

Olympique Lione: 2001-2002, 2002-2003, 2003-2004
- Supercoppa francese: 2

Olympique Lione: 2002, 2003
- Campionato spagnolo: 2

Barcellona: 2004-2005, 2005-2006
- Supercoppa di Spagna: 2

Barcellona: 2005, 2006

#### Competizioni internazionali
- Coppa CONMEBOL: 1

San Paolo: 1994
- Coppa Master di Coppa CONMEBOL: 1

San Paolo: 1996
- Recopa Sudamericana: 1

San Paolo: 1996
- UEFA Champions League: 1

Barcellona: 2005-2006

### Nazionale
- Campionato mondiale: 1

Corea del Sud-Giappone 2002